# Palzoquiapa
Palzoquiapa är en ort i Mexiko.   Den ligger i kommunen Huejutla de Reyes och delstaten Hidalgo, i den sydöstra delen av landet, 200 km norr om huvudstaden Mexico City. Palzoquiapa ligger 207 meter över havet och antalet invånare är 430.
Terrängen runt Palzoquiapa är kuperad åt sydväst, men åt nordost är den platt. Runt Palzoquiapa är det ganska tätbefolkat, med 248 invånare per kvadratkilometer. Närmaste större samhälle är Huejutla de Reyes, 4,0 km öster om Palzoquiapa. I omgivningarna runt Palzoquiapa växer i huvudsak städsegrön lövskog.